# O-level

Logo O-Level

Le O-Level, abréviation de Ordinary Level (niveau ordinaire) (titre officiel de la qualification : 'General Certificate of Education - Ordinary Level') est un examen passé par les jeunes Britanniques (Angleterre, Écosse, Pays de Galles et Irlande du Nord). Il correspond au premier niveau du General Certificate of Education. Il est l'équivalent du brevet en France. Il a d'abord été utilisé au Royaume-Uni, avant d'être adopté, souvent avec des modifications, dans plusieurs autres pays.

## Histoire
Au Royaume-Uni, il est introduit à la place du School Certificate en 1951 dans le cadre d'une réforme de l'éducation, aux côtés du A-Level (Advanced Level), plus approfondi et rigoureux sur le plan académique, en Angleterre, au Pays de Galles et en Irlande du Nord. L'équivalent écossais est alors le O-grade (remplacé par le Standard Grade). Ces trois premières juridictions remplacent progressivement  le O-Level, jusqu'en 1988, par le certificat général de l'enseignement secondaire (GCSE) et le certificat général international de l'enseignement secondaire (IGCSE). 
Le AO-Level, abréviation de 'Alternative Ordinary Level' (niveau ordinaire alternatif), est dans le même temps disponible dans la plupart des matières. Parfois connu à tort sous le nom de 'Advanced Ordinary Level' (niveau ordinaire avancé), le programme et l'examen du AO-Level supposent tous deux un degré de maturité plus élevé de la part des candidats que le O-Level et utilisent des méthodes d'enseignement plus communément associées à l'étude du A-level. Le AO-Level est aussi abandonné en 1988.
Le O-Level est toujours décerné dans certains endroits par le Cambridge International Examinations (CIE), l'homologue international du British Examination Board OCR (Oxford, Cambridge & Royal Society of Arts), à la place ou en plus du GCSE. Le CIE et l'OCR ont tous les deux comme organisation mère Cambridge Assessment. Le Cambridge O-Level est supprimé progressivement et n'est plus disponible dans certaines régions administratives.

## Usages actuels

### Bangladesh
Au Bangladesh, la qualification O-Level est proposée, avec des examens menés par la Cambridge Assessment International Examinations (CAIE), sous la direction du British Council ainsi que par d'autres programmes tels que le Baccalauréat International. Pearson Edexcel et CAIE offrent tous deux des qualifications GCSE internationales. La qualification O-Level est devenue un remplacement de la qualification d'inscription offerte par les conseils gouvernementaux de l'éducation. Cependant, en raison des coûts élevés associés aux qualifications O-Level, leur portée est limitée aux familles de la classe moyenne à l'élite.

### Brunei
Au Brunei, la qualification O-Level est offerte, avec des examens menés par la CAIE.
Un certain nombre de matières sont proposées avec des épreuves et des programmes d'examen uniques au Brunei : langue anglaise, littérature anglaise, Bahasa Melayu (langue malaise), littérature malaise, connaissances religieuses islamiques, Ulum al-Quran, Hafaz al-Quran, Tafsir al-Quran (Asas), Histoire, géographie, sciences pures (physique, chimie et biologie), arabe, art et design. Les mathématiques (Syllabus D) en faisaient partie mais c'est désormais le programme régulier qui est utilisé pour cette matière. Cela équivaut maintenant à l'enseignement secondaire.

### Inde
En Inde, les diplômes O-Level des examens internationaux de Cambridge (CIE) sont proposés dans les écoles privées et internationales comme alternative au certificat scolaire indien (ISC) conventionnel,.

### Malaisie
En Malaisie, la qualification O-Level est proposée sous le nom de Sijil Pelajaran Malaysia (SPM, Malaysian Education Certificate), avec des examens menés par le Malaysian Examination Syndicate (Lembaga Peperiksaan Malaysia). Les examens étaient auparavant organisés par le Syndicat des examens locaux de l'Université de Cambridge (UCLES), qui conseille toujours le comité national d'examen sur les normes.
La matière anglais était auparavant proposée avec un examen et un programme uniques à la Malaisie, mais cette qualification spécifique à la Malaisie a depuis expiré, et l'examen et le programme d'examen d'anglais réguliers utilisés dans le monde sont désormais utilisés dans le pays. L'épreuve en anglais est notée séparément par le jury d'examen national et l'UCLES, et les deux notes sont affichées sur le bulletin de résultat.

### Maurice
À Maurice, la qualification O-Level est décernée dans le cadre du School Certificate, qui est décerné après avoir réussi le formulaire V à l'école secondaire. Les examens O-Level sont menés conjointement par le Mauritius Examinations Syndicate et l'UCLES. Le GCSE d'Edexcel est également proposé comme qualification alternative équivalente, pour laquelle l'inscription à l'examen peut être effectuée par le biais du Mauritius Examinations Syndicate.
Un certain nombre de matières, dont la langue anglaise, la langue anglaise (Syllabus B), l'histoire, les mathématiques (Syllabus A) et les mathématiques (Syllabus D), proposent des épreuves d'examen et des programmes uniques à Maurice. De plus, les sujets de l'art et du design, dont l'offre est limitée à une région géographique réduite, sont disponibles à Maurice.

### Pakistan
La qualification O-Level est proposée au Pakistan par le CIE et menée par le British Council. En raison des coûts élevés associés à la scolarité O-Level, elle est principalement choisie par des citoyens privilégiés.

### Seychelles
Aux Seychelles, la qualification O-Level est proposée, avec des examens menés par le CIE. Certaines matières sont uniques aux Seychelles ou ont un format ou un programme unique aux Seychelles.

### Singapour
À Singapour, la qualification O-Level est proposée conjointement par le CIE et le ministère de l'Éducation de Singapour. Les examens sont principalement menés par le CIE, avec des matières sélectionnées par le ministère de l'Éducation de Singapour, comme la langue maternelle (chinois, malais et tamoul) et les sciences humaines, sous réserve d'études sociales.
Un certain nombre de matières offraient auparavant des épreuves et des programmes d'examen uniques à Singapour, mais ceux-ci ont depuis été retirés ou devraient être supprimés. Après avoir passé le O-Level, certains étudiants de Singapour passent le A-Level, également proposé par le CIE. En 2024, le O-Level ainsi que les N-Level seront supprimés pour un nouvel examen local.

### Sri Lanka
Le O-Level est proposée par le British Council of Sri Lanka School. Auparavant, cette qualification était proposée conjointement par le CIE et le ministère de l'Éducation du Sri Lanka.

### Zimbabwe
Le O-Level est proposée par le Zimbabwe School Examinations Council. Auparavant, cette qualification était offerte conjointement par le CIE et le ministère de l'Éducation du Zimbabwe.

## Anciens usages

### Caraïbes
La qualification O-Level était auparavant décernée dans les Caraïbes. Cependant, de nombreux pays des Caraïbes sont maintenant passés à l'attribution des qualifications de certification de l'enseignement secondaire des Caraïbes sur la base de la réussite des examens administrés par le Caribbean Examinations Council.

### Hong Kong
La qualification O-Level était auparavant décernée à Hong Kong, ainsi que la version hongkongaise de la qualification A-Level. Cependant, cela a été remplacé par le Hong Kong Certificate of Education Examination (HKCEE) qui a ensuite été remplacé par le Hong Kong Diploma of Secondary Education (HKDSE). Le HKCEE était auparavant comparé au O-Level car il comportait des matières comparables, mais avec l'introduction de la qualification du certificat général international de l'enseignement secondaire (IGCSE), la qualification équivalente de Hong Kong a ensuite été comparée à l'IGCSE.

### Royaume-Uni
La qualification O-Level est née au Royaume-Uni, où elle a été décernée en tant que diplôme de fin d'études secondaires. Il s'agissait principalement d'une qualification basée sur des examens, avec un système de notation qui a changé au fil des ans. Au Royaume-Uni, les qualifications O-Level ont été remplacées en 1988 par le General Certificate of Secondary Education (GCSE) et le International General Certificate of Secondary Education (IGCSE).